# Alice's Fishy Story
Série Alice Comedies
Alice's Wild West Show
(1924) Alice and the Dog Catcher
(1924)
Pour plus de détails, voir Fiche technique et Distribution.
Alice's Fishy Story est un court métrage d'animation américain muet de la série Alice Comedies sorti en 1924.

## Synopsis
Alice désespère de sa leçon de piano et préférerait s'amuser avec ses amis. Elle met son chien à sa place au piano pensant tromper sa mère. Elle en profite alors pour rejoindre ses amis à l'étang tout proche et passer le reste de la journée à pêcher. L'étang lui fait penser au Pôle Nord. Julius se lance dans la pêche à travers la glace avec sa queue.

## Fiche technique
- Titre original : Alice's Fishy Story
- Série : Alice Comedies
- Réalisation : Walt Disney
- Scénario : Walt Disney
- Animation : Walt Disney, Rollin Hamilton
- Encrage et peinture : Lillian Bounds, Kathleen Dollard
- Montage : Margaret J. Winkler
- Production : Margaret J. Winkler
- Société de production : Disney Brothers Studios
- Société de distribution : Margaret J. Winkler (1924)
- Pays :  États-Unis
- Format d'image : noir et blanc - 35 mm - 1,37:1 - muet
- Genre : animation et prises de vues réelles
- Durée : 11 min 15[1]
- Dates de sortie : 1er juin 1924 (États-Unis)

Source : Walt in Wonderland

## Distribution
- Virginia Davis : Alice
- Leon Holmes : Tubby Fishing Pal
- Tommy Hicks : Fat Kid
- Spec O'Donnell
- Walt Disney : le conducteur automobile

## Commentaires
Entré en production en  avril 1924, il a été expédie le 7 mai 1924 et présenté en avant-première au Bard's Hollywood Theatre à Los Angeles. 
On peut noter la participation de Walt Disney comme acteur.